# Opérations en Birmanie (1944-1945)
Pour un article plus général, voir Campagne de Birmanie.
Théâtre d'Asie du Sud-Est de la Seconde Guerre mondiale
Batailles
Invasion japonaise de la Birmanie :
- Rivière Bilin
- Pont de la Sittang
- Pégou
- Barrage routier de Taukkyan
- Route Yunnan-Birmanie (Tachiao
- Oktwin
- Taungû)
- Shwedaung
- Prome
- Yenangyaung

Opérations en Birmanie (1942-1943) :
- Arakan
- The Hump
- Chindits
- Nord de la Birmanie et ouest du Yunnan

Opérations en Birmanie en 1944 :
- Chindits (2)
- Admin Box
- U-Go (Imphal
- Sangshak
- Court de tennis
- Kohima)
- Myitkyina
- Mogaung
- Mont Song

Opérations en Birmanie (1944-1945) :
- Meiktila et Mandalay
- Pakokku et Irrawaddy
- Colline 170
- Île de Ramree
- Tanlwe Chaung
- Dracula
- Elephant Point
- Coude de la Sittang

La campagne de Birmanie de 1944-1945 du théâtre sud-est asiatique de la Seconde Guerre mondiale a été menée principalement par les forces du Commonwealth britannique, chinoises et des États-Unis contre les forces du Japon impérial, assistées dans une certaine mesure par la Thaïlande, l'armée nationale birmane et l'armée nationale indienne. Les forces terrestres du Commonwealth britannique provenaient principalement du Royaume-Uni, de l'Inde britannique et de l'Afrique.
En partie à cause des pluies torrentielles de la mousson, rendant impossible la mise en place d'opérations militaires efficaces pendant environ la moitié de l'année, la campagne en Birmanie fut l'une des plus longues campagnes de la guerre. En 1942, les Japonais avaient conquis la Birmanie, chassant les forces britanniques, indiennes et chinoises du pays et obligeant l'administration britannique à fuir en Inde. Après avoir remporté quelques succès défensifs en 1943, ils tentèrent alors de prévenir les offensives alliées en 1944 en lançant une invasion de l'Inde : l'opération U-Go, qui échoua avec des pertes désastreuses.
Au cours de la quatrième phase de la campagne de Birmanie, qui débuta en décembre 1944, les Alliés lancèrent plusieurs offensives. Les forces américaines et chinoises venant de l'extrême nord de la Birmanie se sont associées aux armées de la République chinoise avançant dans le Yunnan, permettant aux Alliés d'achever la route de Birmanie au cours des derniers mois de la guerre. Dans la province côtière d'Arakan, les débarquements amphibies alliés ont sécurisé des îles vitales au large en infligeant de lourdes pertes, malgré le maintien de bastions japonais jusqu'à la fin de la campagne. Cependant, en Birmanie centrale, après avoir traversé le fleuve Irrawaddy, les Alliés ont vaincu les principales armées japonaises. Les formations alliées enchaînèrent ensuite par une avance sur la capitale Rangoun et le port principal. Les arrière-gardes japonaises les retardèrent jusqu'à l'arrivée de la mousson, mais une attaque aérienne et amphibie alliée sécurisa la ville, que les Japonais avaient abandonnée.
Lors d'une ultime opération juste avant la fin de la guerre, les forces japonaises qui avaient été isolées dans le sud de la Birmanie ont tenté de fuir par le fleuve Sittang, et subirent de lourdes pertes.

## Contexte

### Plans alliés
Alors que les pluies de mousson s'achevaient à la fin de 1944, les Alliés se préparaient à lancer des offensives à grande échelle dans la Birmanie occupée par les Japonais. Le principal quartier général allié des Britanniques, des Indiens et des Américains sur le théâtre de la guerre était le South East Asia Command, basé à Kandy (Ceylan) et commandé par l'amiral Louis Mountbatten . Le commandement avait envisagé trois plans majeurs dès juillet 1944.
- Plan « X » : l'effort principal devait être mené par le Northern Combat Area Command (NCAC), dirigé par les Américains, avec le soutien de la 14e armée britannique. À partir de Mogaung et Myitkyina, qui avait été capturé à la mi-1944, le NCAC se lierait avec l'Armée nationale révolutionnaire chinoise, commandée par le général Wei Lihuang, attaquant de la province de Yunnan vers la ville birmane de Lashio. L'objectif était d'achever la route de Ledo, qui relierait l'Assam dans le nord-est de l'Inde au Yunnan, complétant le pont aérien de The Hump qui fournit de l'aide et du matériel de guerre à la Chine.
- Plan « Y » : l'effort principal devait être mené par la 14e armée, de l'autre côté du fleuve Chindwin jusqu'à la Birmanie centrale, dans le but de capturer Mandalay et de se connecter avec le NCAC et les Chinois du Yunnan aux environs de Maymyo, à environ 20 milles (32,18688 km) à l'est de Mandalay.
- Plan « Z » : Dans le cadre de ce plan, qui deviendra plus tard l'opération Dracula, l'effort principal porterait sur une attaque amphibie et aéroportée sur Rangoun, la capitale et le principal port de la Birmanie. En cas de succès, cela isolerait les Japonais de Birmanie de leurs lignes de communication et les forcerait à évacuer le pays.

Lorsque ces plans ont été étudiés, il s'est avéré que les ressources nécessaires au plan « Z » (bateaux de débarquement, groupes de porte-avions, etc.) ne seraient probablement pas disponibles tant que la guerre en Europe ne serait pas gagnée. Mountbatten proposa néanmoins de tenter simultanément les plans « Y » et « Z », mais le plan « Y » fut adopté et renommé opération Capital. En vertu de cela, la 14e armée (appuyée par le 221e Group RAF) ferait l'offensive majeure dans le centre de la Birmanie, où le terrain et le réseau routier favorisaient les formations blindées et motorisées britanniques et indiennes. Le NCAC et les Chinois du Yunnan (soutenus par les dixième et quatorzième forces aériennes des États-Unis) feraient des avances subsidiaires à Lashio, tandis que le XVe Corps (soutenu par 224e Group RAF) s'emparerait de la province côtière d'Arakan, sécurisant ou construisant des aérodromes qui pourraient être utilisé pour fournir la quatorzième armée.

### Plans japonais

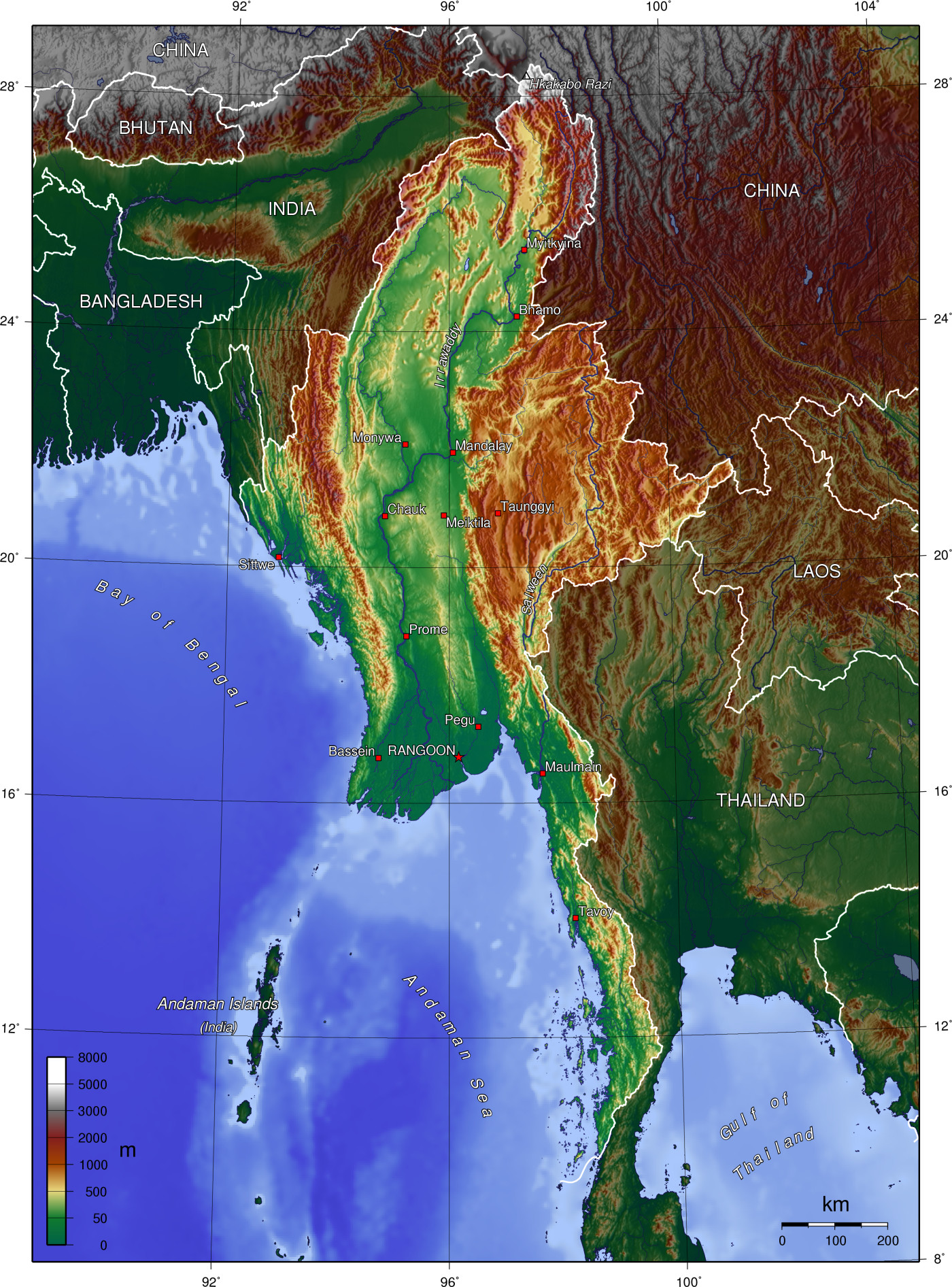
Géographie de la Birmanie.

Au lendemain de leurs défaites l'année précédente, les Japonais avaient apporté des changements majeurs à leur commandement. Le plus important a été la nomination du lieutenant-général Heitarō Kimura pour commander l'armée de la région birmane, succédant au général Masakazu Kawabe. Kimura était avant tout un logisticien qui avait auparavant été vice-ministre de la guerre, estimant qu'il pourrait utiliser les ressources naturelles et industrielles de la Birmanie pour rendre son armée autosuffisante. Néanmoins, le Groupe d'armées expéditionnaire japonais du Sud, qui contrôlait globalement toutes les forces terrestres japonaises en Asie du Sud et une grande partie de l'océan Pacifique (commandé par le maréchal Hisaichi Terauchi), déploya 60 000 renforts pour l'armée de Kimura, avec du matériel pour trois divisions d'infanterie et 500 camions et 2 000 bêtes de somme pour les lignes de communication. Les attaques aériennes alliées étranglèrent les communications japonaises via le chemin de fer de la Birmanie et le port de Rangoun et seuls 30 000 des renforts prévus parvinrent à atteindre la Birmanie. Sous la pression des événements dans le Pacifique, Terauchi retira même certaines unités de Birmanie pendant la campagne.
Les Alliés s'attendant à une résistance féroce et une détermination sans faille de la part des Japonais, Kimura reconnut que la plupart des unités japonaises en Birmanie avaient été affaiblies par de lourdes pertes au cours de l'année précédente et manquaient d'équipement. Pour éviter de combattre désavantagé sur le Chindwin ou dans la plaine de Shwebo (entre le Chindwin et l'Irrawaddy), où le terrain offrait relativement peu d'obstacles aux unités blindées et motorisées britanniques et indiennes, il ordonna à la 15e armée de se retirer derrière l'Irrawaddy, qui devait initialement lutter contre la quatorzième armée britannique (opération BAN), forçant ainsi les troupes ennemies à étendre au maximum leurs lignes de communications. La 28e armée devait continuer à défendre l'Arakan et la basse vallée de l'Irrawaddy (opération KAN), tandis que la 33e armée tenterait d'empêcher l'achèvement de la nouvelle liaison routière entre l'Inde et la Chine en défendant les villes de Bhamo et Lashio et monter des raids de guérilla (opération DAN).

### Birmanie
Le changement d’attitude de la population birmane est un autre facteur qui deviendra important pendant la campagne. Lors de l'invasion japonaise de la Birmanie en 1942, une grande partie de la population majoritaire de Bamar avait activement aidé l'armée japonaise. Bien qu'ayant établi un gouvernement birman nominalement indépendant (l'État de Birmanie) sous Ba Maw et formé une armée nationale birmane sous Aung San, les Japonais restèrent dans le contrôle effectif du pays. Leur contrôle strict, ainsi que les privations de guerre, retourna l'opinion des Birmans à leur désavantage.
Aung San avait cherché une alliance avec Thakin Soe, qui dirigeait une insurrection communiste dans le sud de l'Arakan, dès 1943. Ensemble, ils formèrent l'Organisation antifasciste et avaient l'intention de se retourner contre les Japonais à un moment donné, mais Thakin Soe dissuada Aung San à la rébellion jusqu'à l'établissement des positions des forces alliées permanentes en Birmanie. Au début de 1945, Aung San demanda l'aide de l'organisation de liaison alliée Force 136, qui aidait déjà les mouvements de résistance parmi la population minoritaire Karen. Après un débat parmi les Alliés, Mountbatten décida finalement de soutenir Aung San, la Force 136 devant dorénavant encourager la défection de toute l'armée nationale birmane vers les Alliés.
Une autre force nominalement sous contrôle japonais était l'armée nationale indienne, une force principalement composée d'anciens prisonniers de guerre et de volontaires des communautés d'expatriés indiens en Malaisie britannique et en Birmanie. Son commandant en chef était Subhas Chandra Bose. Au cours de la campagne de 1945, certaines unités de l'INA se sont battues vigoureusement contre les Alliés, mais d'autres ont déserté ou capitulé rapidement. Les Japonais s'étaient aliénés de nombreux membres de l'INA en leur refusant l'équipement et les fournitures, ou en les utilisant comme ouvriers et transporteurs plutôt que comme troupes de combat. Leur moral a également été affecté dans certaines unités par le tournant évident que prenait la guerre contre les Japonais.

## Le front méridional

Troupes britanniques débarquant sur Ramree.

La vingt-huitième armée japonaise, commandée par le lieutenant général Shōzō Sakurai, défendit la région côtière de l'Arakan et la basse vallée de l'Irrawaddy. La 54e division japonaise défendit la péninsule de Mayu et la vallée du fleuve Kaladan, la 55e division japonaise mit en garnison plusieurs ports et une partie du sud de la Birmanie (avec un régiment sur le mont Popa) et la 72e brigade mixte indépendante était stationnée autour des champs pétrolifères de Yenangyaung sur l'Irrawaddy.
Les forces alliées d'Arakan étaient contrôlées par le XVe Corps indien sous le lieutenant général Philip Christison. Le premier objectif majeur du Corps était l'île d'Akyab, à l'extrémité de la péninsule de Mayu. L'île abritait un port et un aérodrome important que les Alliés prévoyaient d'utiliser comme base pour fournir des provisions par voie aérienne aux troupes du centre de la Birmanie. Une tentative de capture de l'île en 1943 fut vaine et une deuxième tentative au début de 1944 gagna du terrain mais fut abandonnée à cause des pluies de mousson et du manque de ressources.
À la fin de la mousson à la fin de 1944, le XVe Corps reprit l'avancée sur Akyab pour la troisième année consécutive. La 25e division indienne avança sur Foul Point (en) et Rathedaung (en) à l'extrémité de la péninsule de Mayu, étant ravitaillée par des bateaux de débarquement au-dessus des plages pour éviter le risque d'attaques japonaises contre leurs lignes de communication. La 82e division africaine (en) nettoya la vallée de la rivière Kalapanzin avant de traverser une chaîne de montagnes dans la vallée de la rivière Kaladan, tandis que la 81e division africaine descendit la rivière Kaladan, répétant le mouvement qu'elle avait fait au début de 1944. Les deux divisions africaines convergèrent sur Myohaung près de l'embouchure de la rivière Kaladan, coupant les lignes d'approvisionnement des troupes japonaises dans la péninsule de Mayu. Les Japonais ont évacué l'île d'Akyab le 31 décembre 1944. Elle fut occupée par le XVe Corps sans résistance deux jours plus tard.
La 82e division attaqua ensuite par le sud le long de la plaine côtière, tandis que la 25e division indienne et la « 3 Commando Brigade » établirent des débarquements amphibies plus au sud afin d'encercler les Japonais dans un mouvement de tenaille. Le 12 janvier 1945, le « 42 Commando » débarqua sur la face sud-est de la péninsule de Myebon. Au cours des jours suivants, les commandos et une brigade de la 25e division dégagèrent la péninsule et bloquèrent aux Japonais l'utilisation des nombreuses voies navigables le long de la côte d'Arakan.

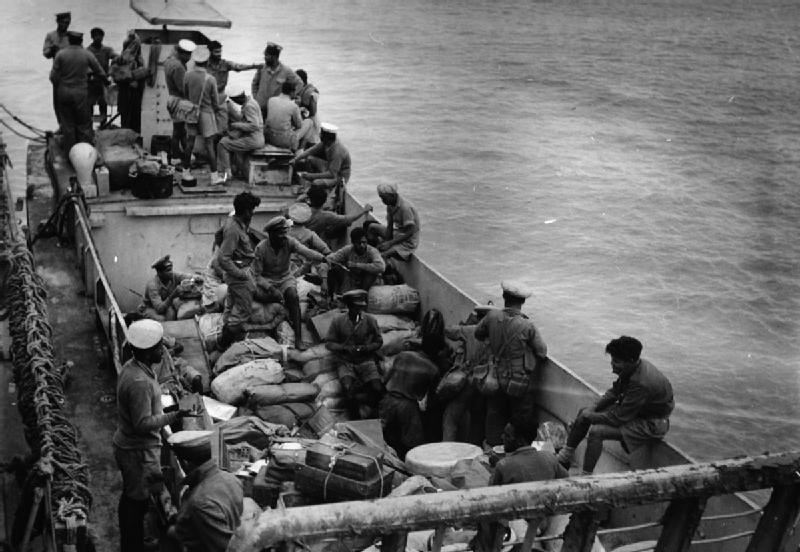
Personnel de la Marine royale indienne à bord d'une péniche de débarquement lors d'opérations combinées au large de Myebon, en janvier 1945.

Le 22 janvier, la 3e brigade de commandos débarqua sur les plages de Daingbon Chaung, dirigée cette fois par le commando n ° 1. Après avoir sécurisé les plages, ils avancèrent à l'intérieur des terres et furent impliqués dans de très violents combats avec les Japonais. La nuit suivante, une brigade de la 25e division débarqua en appui. Les combats autour de la tête de pont impliquaient des combats au corps à corps alors que les Japonais réalisaient le danger de l'encerclement et jetaient toutes leurs troupes disponibles dans le combat. Les commandos et les troupes indiennes ne parvinrent à renverser le cours de la bataille et à s'emparer du village de Kangaw que le 29 janvier. Pendant ce temps, les forces de la péninsule de Myebon s'associèrent à la 82e division qui se frayait un chemin par voie terrestre vers Kangaw. Pris entre la 82e division et les forces déjà à Kangaw, les Japonais furent contraints de se disperser, laissant derrière eux des milliers de morts et la plupart de leur équipement lourd.
La zone côtière étant sécurisée, les Alliés étaient libres de construire des bases aériennes pouvant être approvisionnées par mer sur les deux îles au large : Ramree et Cheduba. Cheduba, la plus petite des deux îles, n'abritait pas de garnison japonaise, mais la bataille de Ramree dura six semaines après les débarquements initiaux du 21 janvier par la 26e division indienne, avant que les survivants de la petite (mais tenace) garnison japonaise ne se retirent de l'île,, souffrant de lourdes pertes notamment à cause de maladies, de la famine, des Motor Launch alliés et d'autres navires de guerre, et (prétendument) des crocodiles.
À la suite de ces actions, les opérations du XVe Corps ont été réduites pour libérer des avions de transport afin de soutenir la Quatorzième armée. La 81e division et la 50e brigade de chars indienne ont été retirées en Inde. Les mouvements de débordement de la 82e division et de la 26e division indienne à travers les collines autour d'An et Taungup ont été abandonnés ou annulés et les divisions du corps ont été retirées sur la côte. Les Japonais ont défendu avec succès le port de Taungup et les cols An et Taungup, à travers les collines d'Arakan jusqu'à très tard dans la campagne.

## Le front du nord

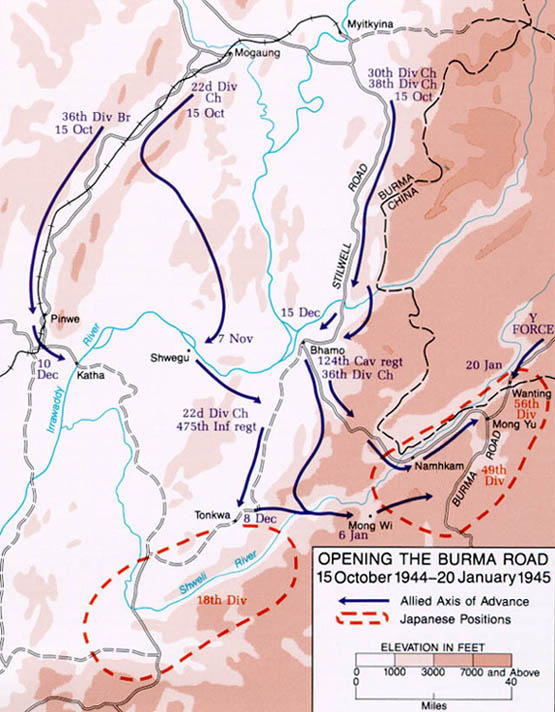
Opérations du Northern Combat Area Command.

La trente-troisième armée japonaise, dirigée par le lieutenant général Masaki Honda, a défendu le nord de la Birmanie contre les attaques du nord de l'Inde et de la province chinoise du Yunnan. La 18e division japonaise a fait face au Northern Combat Area Command américain et chinois (NCAC) sous le lieutenant-général Daniel Isom Sultan avançant au sud de Myitkyina et Mogaung que les Alliés avaient obtenu en 1944, tandis que la 56e division japonaise faisait face aux grandes armées chinoises du Yunnan dirigées par Wei Lihuang.
Bien que la trente-troisième armée ait été forcée de renoncer à la plupart des renforts qu'elle avait reçus l'année précédente, les opérations du NCAC ont été limitées à partir de la fin de 1944 car nombre de ses troupes ont été retirées par voie aérienne pour faire face aux attaques japonaises en Chine. Lors de l'opération Grubworm, les 14e et 22e divisions chinoises ont été envoyées via Myitkyina pour défendre les aérodromes autour de Kunming, vitaux pour le transport aérien de l'aide vers la Chine, surnommé The Hump.
Sur le flanc droit du commandement, la 36e division britannique, qui avait été affectée au commandement en juillet 1944 pour remplacer les Chindits, s'avança vers le sud dans la « Railway Valley » de Mogaung à Indaw. Il prit contact avec la 19e division indienne près d'Indaw le 10 décembre 1944. Dorénavant, la 14e armée et le NCAC avaient quant à eux un front continu. Du côté du lieutenant-général Sultan, la nouvelle première armée chinoise (la 30e division et la 38e division) avança de Myitkyina à Bhamo. Les Japonais résistèrent pendant plusieurs semaines avant que la ville ne tombe le 15 décembre. La nouvelle sixième armée chinoise (commandée par Liao Yaoxiang et composée de la 50e division) parvint à s'infiltrer à travers le terrain hostile entre ces deux percées pour menacer les lignes de communication japonaises. Une force américaine (la 5334th Composite Unit, connue sous le nom de « Mars Brigade », commandée par le brigadier-général J. P. Willey, qui avait remplacé Merrill's Marauders et comprenait le 475th United States Infantry Regiment, le 124th United States Cavalry Regiment et l'élite Chinese 1st Regiment), tenta de couper la route de Birmanie derrière la 56e division japonaise. Ils ne réussirent pas à isoler la division japonaise mais accélérèrent cependant sa retraite.
La nouvelle première armée du lieutenant-général Sultan prit contact avec les armées de Wei Lihuang avançant du Yunnan près de Hsipaw le 21 janvier 1945, la route de Ledo pouvant enfin être achevée. Le premier convoi de camions de l'Inde arriva à Kunming le 4 février, mais à ce stade de la guerre, la valeur de la route de Ledo fut incertaine, car elle n'affecterait pas maintenant la situation militaire en Chine.
Le 21 janvier 1945, le NCAC rencontre les troupes de Tchang Kaï-chek, permettant la réouverture définitive de la route de Birmanie bien que, à ce moment de la guerre, son importance soit devenue relative. Au grand dam des Britanniques et des Américains, Chiang Kai-shek ordonna à Sultan d'arrêter son avance à Lashio, qui fut capturée le 7 mars. Cette situation perturbe les plans britanniques car elle risque de les empêcher d'atteindre Rangoon avant le début de la mousson, prévue pour le début de mai. Le premier ministre britannique Winston Churchill fait appel directement à George Marshall, chef d'état-major américain, pour conserver les avions de transport qui accordés au NCAC sur le théâtre des opérations en Birmanie. Les Japonais avaient déjà retiré la plupart de leurs divisions du front nord, pour faire face à la quatorzième armée dans le centre de la Birmanie. Le 12 mars, le QG de la trente-troisième armée y est également dépêché, ne laissant que la 56e division pour tenir le front nord. Cette division a également été retirée à la fin de mars et au début d'avril.
Les opérations du NCAC s'arrêtent le 1er avril 1945, ses unités étant dispersées vers la Chine et l'Inde. La 36e division britannique rejoignit Mandalay, qui avait été capturée en mars et qui fut ensuite retirée en Inde. Une force de guérilla dirigée par les États-Unis, le Détachement 101 de l'OSS, reprit les responsabilités militaires du NCAC, tandis que les affaires civiles britanniques et d'autres unités telles que le Service des affaires civiles (Birmanie) sont intervenues afin de prendre en charge ses autres responsabilités. Le nord de la Birmanie a été divisé en zones de lignes de communication par les autorités militaires.

## Le front du centre

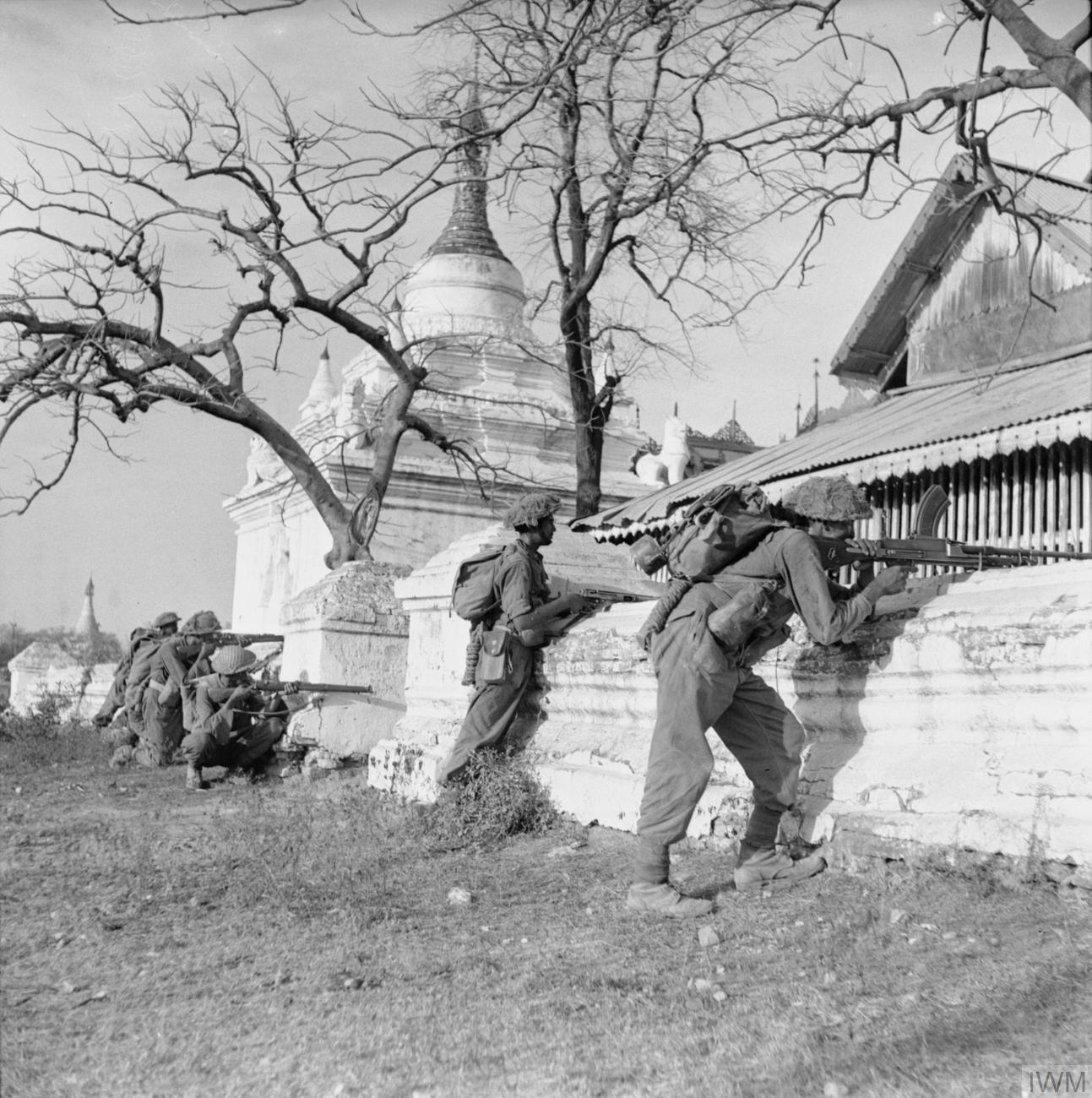
Troupes de la 19e division indienne à Mandalay.

La quinzième armée japonaise, commandée par le lieutenant général Shihachi Katamura, tenait la partie centrale du front. L'armée reculait derrière l'Irrawaddy, déployant des arrière-gardes pour retarder l'avancée alliée. Une tête de pont a été conservée dans les collines de Sagaing.
La quinzième armée se composait de la 15e division, de la 31e division et de la 33e division. La 53e division fournissait une réserve, bien que contrôlée directement par l'armée de la région birmane. Pendant la campagne, le quartier général de la trente-troisième armée japonaise et des éléments de la 2e division et de la 49e division renforcèrent les forces sur la partie centrale du front.
La 14e armée britannique dirigée par le lieutenant général William Slim fut responsable de l'effort principal de reconquête de la Birmanie : baptisée opération Capital. Il se composait du IVe Corps sous le lieutenant général Frank Messervy et du XXXIIIe corps sous le lieutenant général Montagu Stopford, contrôlant ensemble six divisions d'infanterie, deux brigades blindées et trois brigades d'infanterie indépendantes. La principale contrainte sur le nombre de forces que la quatorzième armée pouvait déployer était l'approvisionnement. Un système soigneusement conçu impliquant de grandes quantités de transport aérien a été mise en place et de grands projets de construction ont été entrepris afin d'améliorer la route terrestre de l'Inde vers la Birmanie, tout en utilisant le transport fluvial.
Des unités des deux Corps de la 14e armée traversèrent le Chindwin et attaquèrent dans la plaine de Shwebo, le IVe Corps par la gauche et le XXXIIIe Corps par la droite. Après quelques jours, le plan fut changé à la hâte lorsque les Japonais se replièrent derrière le fleuve Irrawaddy. Désormais, seul le XXXIIIe Corps devait continuer l'attaque dans la plaine de Shwebo, renforcée par la seule division du IVe Corps qui avait été engagée à travers le Chindwin, tandis que le corps principal du IVe Corps était basculé sur le flanc droit, changeant son axe d'avance vers la vallée de Gangaw, à l'ouest du Chindwin. Il visait à traverser l'Irrawaddy près de Pakokku puis à capturer la principale ligne japonaise du centre de communication de Meiktila. Des mesures de diversion (telles que le trafic radio factice) ont été prises pour persuader les Japonais que les deux corps étaient toujours dirigés vers Mandalay. Le nouveau plan a été un succès. La supériorité aérienne alliée et la faible présence japonaise au sol signifiaient que les Japonais n'étaient pas conscients de la force qui se déplaçait sur Pakokku.
En janvier et février, le XXXIIIe Corps (composé de la 2e division britannique, de la 19e division indienne, de la 20e division indienne, de la 268e brigade indienne et de la 254e brigade de chars indienne) dégagea la plaine de Shwebo et établit des têtes de pont sur le fleuve Irrawaddy, près de Mandalay. Il y eut de violents combats, qui attirèrent les réserves japonaises et fixèrent leur attention. À la fin de février, la 7e division indienne, à la tête du IVe Corps , saisit les points de passage de Nyaung-U et de Pagan, près de Pakokku. Tandis que la 28e brigade d'infanterie (Afrique de l'Est) maintenait une pression de diversion contre Yenangyaung sur la rive ouest du fleuve, la 17e division indienne et la 255e brigade de chars indienne traversaient les têtes de pont de la 7e division indienne et commençaient à avancer vers Meiktila.

### Meiktila

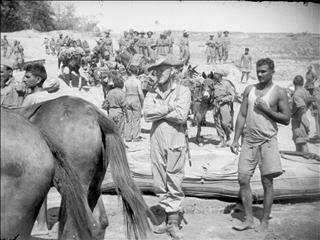
Les troupes de la indienne traversant l'Irrawaddy, à un mille à l'ouest de Myinmu, le 14 février 1945.

Pendant la saison sèche, le centre de la Birmanie est en grande partie une plaine ouverte avec un sol sableux doté d'un bon réseau routier. La 17e division indienne mécanisée et la brigade blindée pouvaient se déplacer rapidement et sans entrave sur ce terrain dégagé, prenant apparemment par surprise les états-majors des différents quartiers généraux japonais avec cette manœuvre dite blitzkrieg. Renforcés par la troisième brigade de la 17e division indienne qui s'envola à partir d'une piste d'atterrissage capturée, ils attaquèrent Meiktila le 1er mars qui tomba en quatre jours, malgré une féroce résistance. D'après de nombreux témoins, des soldats japonais s'accroupirent dans des tranchées avec des bombes aériennes, avec l'ordre de les faire exploser lorsqu'un char ennemi surgit au-dessus de la tranchée.
Les renforts japonais arrivèrent trop tard pour soulager la garnison, mais assiégèrent la ville pour tenter de la reprendre et de détruire la 17e division indienne. Malgré l’implication de huit régiments japonais, ils étaient pour la plupart faibles en nombre et issus de cinq divisions, de sorte que leurs efforts ne pouvaient être coordonnés. Le quartier général de la 33e armée japonaise (rebaptisé l'Armée de la bataille décisive) fut chargé de prendre le commandement dans ce secteur vital, mais ne fut en mesure d'établir un contrôle approprié. La 17e division indienne avait été renforcée par une brigade de la 5e division indienne débarquée par avion. Les forces d'infanterie de chars britanniques quittèrent Meiktila pour briser les concentrations japonaises et à la fin du mois, les Japonais avaient subi de lourdes pertes et avaient perdu la plupart de leur artillerie, leur principale arme antichar. Les Japonais interrompirent l'attaque et se replièrent à Pyawbwe.
Pendant la prise et le siège de Meiktila, la 7e division indienne, renforcée par une brigade mécanisée de la 5e division indienne, sécurisa la tête de pont de l'Irrawaddy, s'empara de l'important port fluvial de Myingyan et commença à dégager les voies de communication vers Meiktila.

### Mandalay
Tandis que les Japonais étaient distraits par les événements de Meiktila, le XXXIIIe Corps renouvela son attaque sur Mandalay. La ville tomba aux mains de la 19e division indienne le 20 mars, les Japonais conservant cependant l'ancienne citadelle pendant une semaine supplémentaire, que les Britanniques appelaient Fort Dufferin. De nombreuses zones historiquement et culturellement importantes de Mandalay, y compris l'ancien palais royal, ont été entièrement brûlées. Les autres divisions du XXXIIIe Corps attaquèrent simultanément depuis leurs têtes de pont à travers l'Irrawaddy. La 15e armée japonaise fut réduite à de petits détachements et à des groupes de épars faisant leur chemin vers le sud ou l'est de l'État shan. Avec la chute de Mandalay (et de Maymyo à l'est), les communications japonaises vers le front au nord de la Birmanie furent coupées et la liaison routière alliée entre l'Inde et la Chine finalement sécurisée, bien que bien trop tard pour affecter le cours de la guerre en Chine.
La chute de Mandalay précipita également le changement de camp de l'armée nationale birmane et la rébellion ouverte contre les Japonais par d'autres mouvements clandestins appartenant à l'Organisation anti-fasciste (en). Au cours de la dernière semaine de mars, Aung San, commandant en chef de l'armée nationale birmane, apparut en public en costume natif birman au lieu de l'uniforme japonais. Peu de temps après, la plupart de l'armée nationale birmane défila à Rangoun et marcha hors de la ville en prenant la direction du front de la Birmanie centrale. Ils se rebellèrent ensuite contre les Japonais le 27 mars.

## La marche forcée vers Rangoun

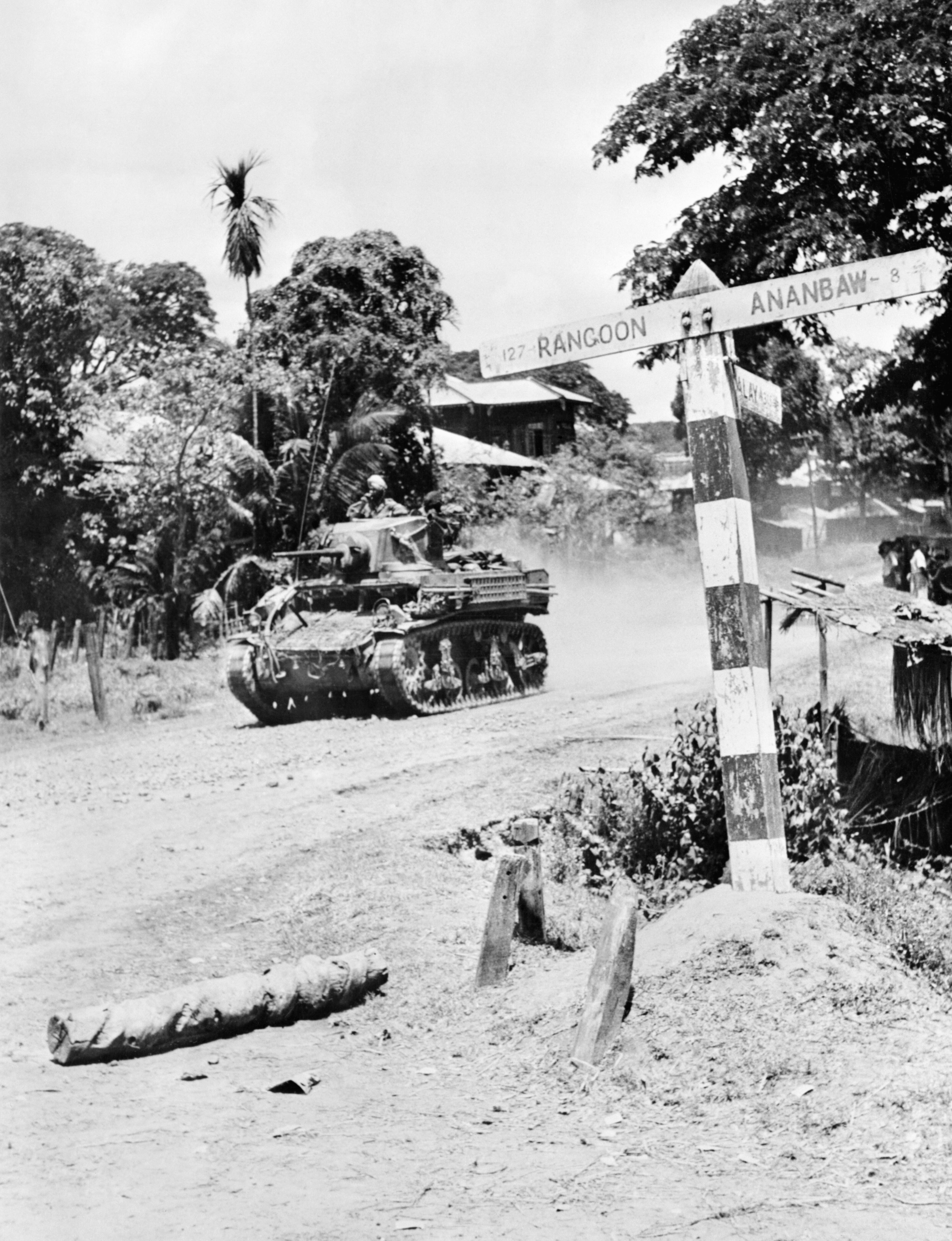
Un char léger Stuart d'un régiment de la cavalerie Indienne avançant vers Rangoun.

Bien que les alliées accumulèrent les succès en Birmanie centrale, il fut d'une importance vitale de capturer le port de Rangoun avant la mousson afin d'éviter une crise logistique. Les routes terrestres temporairement améliorées en provenance de l'Inde se désintégreraient sous de fortes pluies, ce qui réduirait également les vols et la quantité de fournitures pouvant être acheminées par voie aérienne. En outre, le Commandement de l'Asie du Sud-Est avait été informé que de nombreux avions de transport américains affectés au théâtre seraient retirés au plus tard en juin. L'utilisation de Rangoon serait nécessaire pour répondre aux besoins de l'importante force militaire et (tout aussi important) aux besoins alimentaires de la population civile dans les zones libérées.
La 2e division britannique et la 36e division britannique, qui étaient toutes deux insuffisantes et ne pouvaient pas être facilement renforcées, ont été retirées en Inde pour réduire la demande d'approvisionnement. (La 36e division a également échangé les bataillons indiens de l'une de ses brigades contre les bataillons britanniques épuisés de la 20e division indienne). Le XXXIIIe Corps indien, composé de la 7e division indienne et de la 20e division indienne, monta la commande secondaire de la 14e armée dans la vallée du fleuve Irrawaddy, contre la 28e armée japonaise. Le IVe Corps , des 5e, 17e et 19e divisions indiennes, lança l'attaque principale dans la vallée du fleuve Sittang.
La 17e division indienne et la 255e brigade blindée débuta l'avancée du IVe Corps le 6 avril en frappant de tous les côtés à la position retardatrice tenue par les restes de la trente-troisième armée japonaise à Pyawbwe, tandis qu'une colonne de chars et l'infanterie mécanisée coupèrent la route principale derrière eux en attaquant leur arrière. Cette colonne fut initialement retardée par les restes de la 49e division japonaise défendant un village, avant de les contourner pour vaincre les restes de la 53e division japonaise et détruire les derniers chars restant du 14e régiment de chars japonais. Les Alliés attaquèrent ensuite vers le nord de Pyawbwe, prenant pour cible sans savoir un quartier général du lieutenant-général Honda.
À partir de là, l'avancée sur la route principale vers Rangoun ne rencontra guère d'opposition organisée. À Pyinmana, la ville et le pont seront saisis le 19 avril avant que les Japonais ne puissent organiser leur défense. Le quartier général de la trente-troisième armée japonaise fut établi à Pyinmana. D'après les rapports des agents, les Alliés étaient cette fois au courant de la présence de Honda et son quartier général fut attaqué par des chars et des avions. Le lieutenant-général Honda et son état-major fuirent de nuit à pied, en ayant peu de moyens à disposition pour contrôler les restes de leurs formations.

Des détachements de mortier britanniques de 3 pouces soutiennent l'avancée de la indienne le long de la route de Mawchi, à l'est de Taungû (1944).

Certaines unités de la quinzième armée japonaise s'étaient réorganisées dans les États Shan et avaient été renforcées par la 56e division japonaise, qui avait été transférée du front nord. Ils reçurent l'ordre de se rendre à Taungû pour bloquer la route de Rangoun, mais un soulèvement général des forces karens qui avaient été organisées et équipées par la Force 136 les retarda suffisamment longtemps pour que la 5e division indienne atteigne la ville le 23 avril. Les Japonais reprirent brièvement Taungû après le passage de la 5e division indienne, mais la 19e division indienne, qui suivait les unités de tête du IVe Corps, reprit la ville et repoussa lentement les Japonais vers Mawchi à l'est.
La 17e division indienne reprit la tête de l'avance et rencontra une force de blocage japonaise au nord de Pegu, à 40 miles au nord de Rangoun le 25 avril. Les diverses lignes de communication des troupes, du personnel naval et même des civils japonais à Rangoun avaient été constituées en la 105e brigade mixte indépendante japonaise. Cette formation créée dans la précipitation utilisa des mines antichar improvisées à partir de bombes aériennes, de canons anti-aériens et d'attaques suicides avec des charges avec pour objectif de retarder la 17e division indienne, puis défendit Pegu jusqu'au 30 avril, date à laquelle la formation se retira dans les collines à l'ouest de Pegu. La mousson fit son retour alors que la division reprenait son avance sur Rangoun et les inondations ralentissaient la division.

## OpérationDracula
Le plan original de la conquête de la Birmanie envisageait une attaque amphibie contre la capitale par le XVe corps, bien avant que la XIVe armée y arrive, dans le but de faciliter les approvisionnements. Cette opération avait comme nom de code opération Dracula. Elle fut reportée à plusieurs occasions en raison du manque de barges de débarquement toujours retenues en Europe, avant d'être abandonnée au profit d'un assaut planifié sur l'île de Phuket, au large de l'isthme de Kra.
Slim, estimant que les Japonais défendraient Rangoon au-delà de la période de mousson, ce qui aurait placé la XIVe armée dans une situation de ravitaillement désastreuse, demanda tardivement la remise en œuvre de l'opération Dracula. Cependant, Kimura avait ordonné l'évacuation de Rangoun à partir du 22 avril. De nombreuses troupes furent évacuées par la mer, bien que les destroyers britanniques aient revendiqué l'attaque de plusieurs navires. Le propre quartier général de Kimura et les établissements de Ba Maw et Subhas Bose furent évacués par la terre, couverts par l'action de la 105e brigade Mixte à Pegu pour rejoindre Moulmein.
Le 1er mai, un bataillon de parachutistes Gurkhas fut lancé sur « Elephant Point », afin d'éliminer l'arrière-garde japonaise de l'embouchure de la rivière Rangoon. La XXVIe division d'infanterie indienne débarqua par bateau le lendemain. À son arrivée, elle constata que Kimura avait ordonné l'évacuation de la ville et que la 105e brigade mixte indépendante, qui retenait les Britanniques à Pégou, était une opération de couverture pour cette évacuation. À la suite de l'évacuation japonaise, la ville subit un déferlement de pillages tel qu'elle l'avait déjà connu lors de l'évacuation des Britanniques en 1942. Le 3 mai, la saison de la mousson débuta pleinement, accompagnée de pluies torrentielles. Les efforts alliés pour conquérir la capitale ont donc réussi quelques heures à peine avant le début de la mousson.
Les troupes avancés de la XVIIe et de la XXVIe divisions effectuèrent leur jonction à Hlegu, 45 km au nord de Rangoun, le 6 mai 1945.

## Opérations finales
À la suite de la prise de Rangoun, un nouveau quartier général de la 12e armée, commandé par le lieutenant général Stopford, fut créé à partir du quartier général du XXXIIIe corps indien pour prendre le contrôle des formations alliées qui devaient rester en Birmanie, y compris le IVe corps.
Les restes de l'armée de la région birmane japonaise restèrent aux commandes de la province de Tenasserim. La 28e armée japonaise, qui s'était retirée d'Arakan et avait résisté sans succès au XXXIIIe corps dans la vallée de l'Irrawaddy, et la 105e brigade indépendante, furent coupées dans le Pegu Yoma, une chaîne de collines basses couvertes de jungle entre les fleuves Irrawaddy et Sittang. Leur plan prévoyait une évacuation de la zone afin de rejoindre l'armée birmane. Pour couvrir cette évasion, Kimura ordonna à la trente-troisième armée de Honda de monter une offensive de diversion à travers le Sittang, bien que l'armée entière ne puisse rassembler la force d'à peine un régiment. Le 3 juillet, les troupes de Honda attaquèrent les positions britanniques dans le « Sittang Bend ». Le 10 juillet, après une bataille pour le pays qui fut presque entièrement sous l'eau à hauteur de poitrine, les Japonais et la 89e brigade indienne se retirèrent.
Honda, pressé par Kimura et son chef de cabinet, Tanaka, avait attaqué trop tôt. La vingt-huitième armée de Sakurai n'était pas prête à commencer l'évasion avant le 17 juillet. L'évasion fut un désastre. Les Britanniques avaient capturé les plans japonais d'un officier tué lors d'une reconnaissance finale, et avaient placé des embuscades ou des concentrations d'artillerie sur les routes qu'ils devaient utiliser. Des centaines d'hommes se sont noyés en essayant de traverser le Sittang gonflé sur des flotteurs et des radeaux improvisés en bambou. Des guérilleros et des bandits birmans ont tué des traînards à l'est du fleuve. L'évasion a coûté aux Japonais près de 10 000 hommes, soit la moitié des effectifs de la vingt-huitième armée. Certaines unités de la 105e brigade indépendante ont été presque entièrement anéanties, les pertes britanniques et indiennes étant minimes.
La 14e armée (maintenant commandée par le lieutenant-général Miles Dempsey) et le XVe corps étaient retournés en Inde afin de planifier la prochaine étape de la campagne pour reprendre l'Asie du Sud-Est. Un nouveau corps, le XXXIVe corps sous la direction du lieutenant-général Ouvry Lindfield Roberts, fut levé et affecté à la 14e armée pour de nouvelles opérations.
La prochaine opération prévue devait être un assaut amphibie sur la côte ouest de la Malaisie, nom de code opération Zipper. Le largage des bombes atomiques interrompit l'opération, mais elle fut entreprise après la guerre comme le moyen le plus rapide de faire entrer les troupes d'occupation en Malaisie.

## Cartes

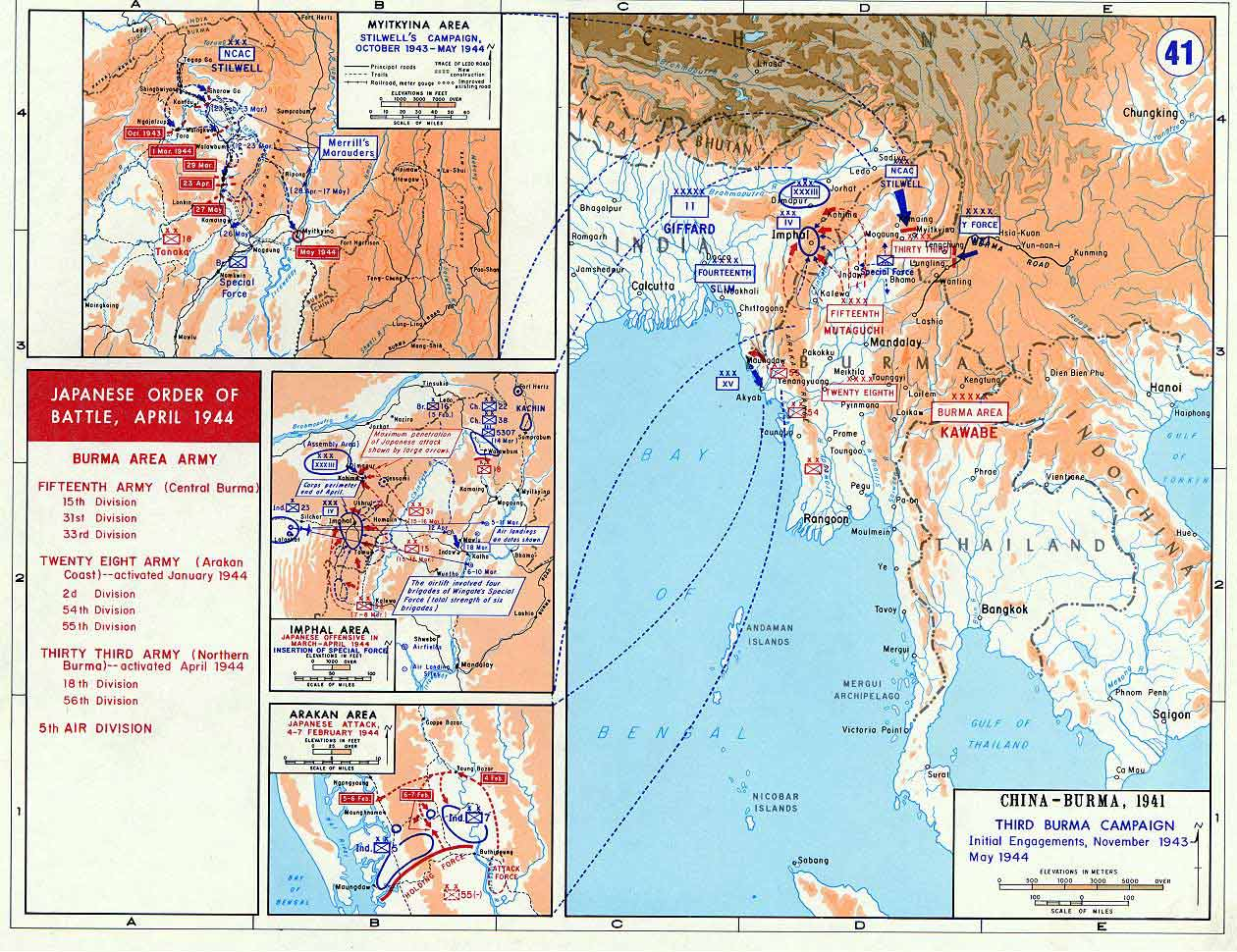
Troisième campagne de Birmanie, octobre 1943 - mai 1944
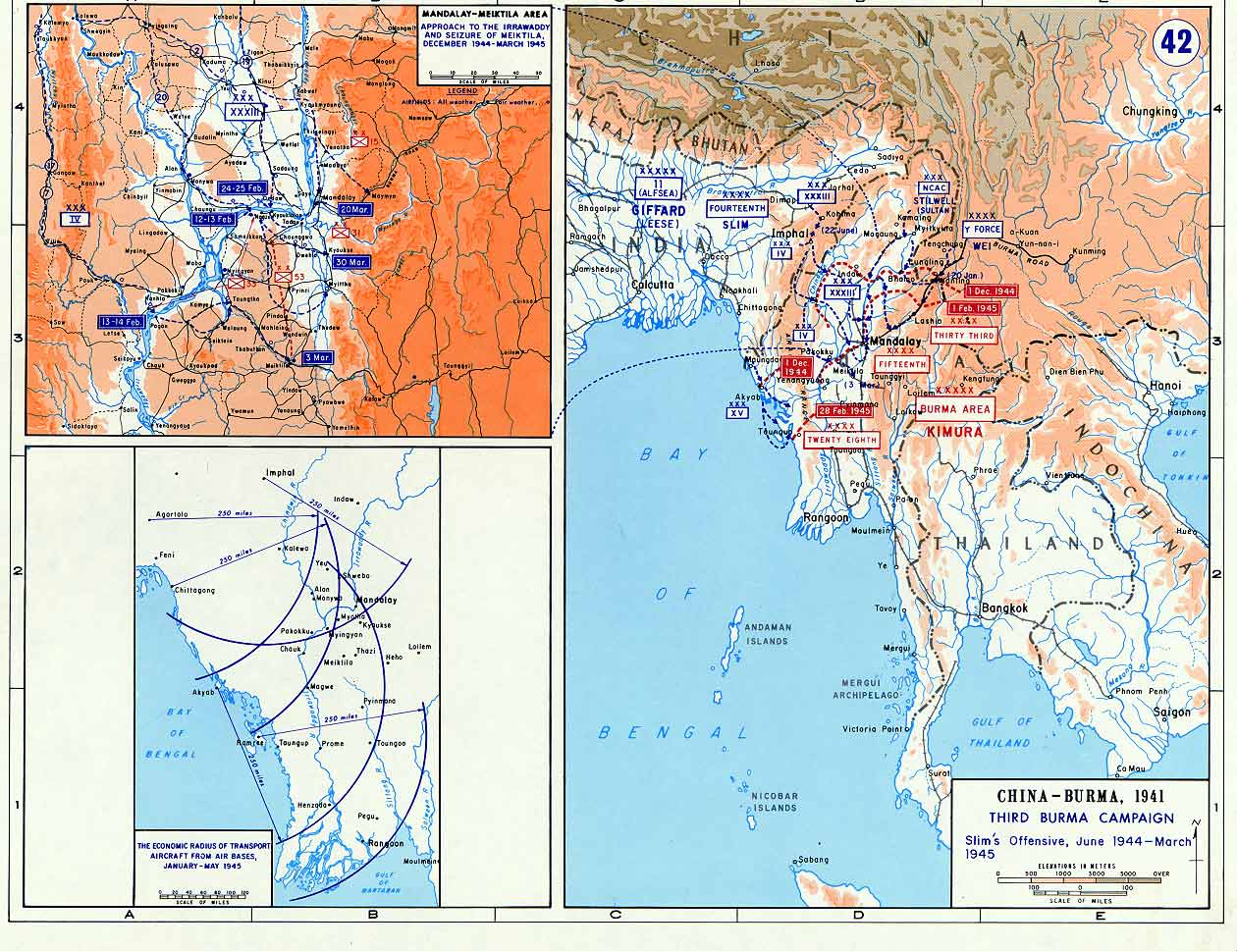
Troisième campagne de Birmanie, juin 1944 - avril 1945
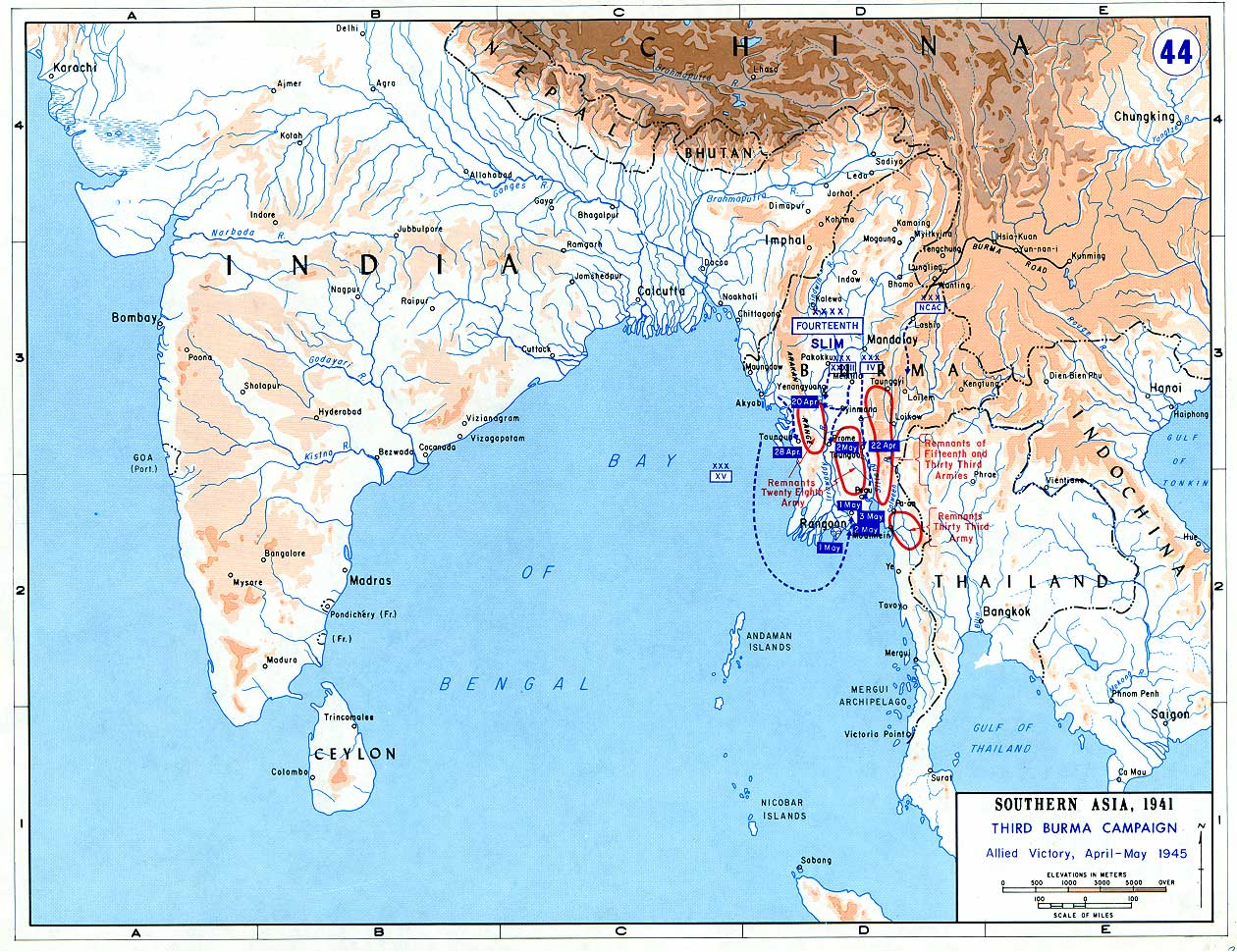
Troisième campagne de Birmanie, avril-mai 1945